# Biquinhas
Biquinhas is een gemeente in de Braziliaanse deelstaat Minas Gerais. De gemeente telt 2.621 inwoners (schatting 2009).

## Aangrenzende gemeenten
De gemeente grenst aan Morada Nova de Minas, Paineiras en Tiros.